# Harry Potter (website)
Harry Potter (voorheen: Pottermore) is een website rondom de wereld van Harry Potter, gemaakt door de Britse schrijfster J.K. Rowling. De site ging op 23 juni 2011 in de lucht en is sinds 14 april 2012 toegankelijk voor het grote publiek.

## Geschiedenis

### Aankondiging
In de nacht van 15 juni op 16 juni 2011 opende de auteur J.K. Rowling een mysterieuze website genaamd Pottermore. Maar wat de inhoud was, bleef onduidelijk tot de uiteindelijke aankondiging op 23 juni. Er waren diverse coördinaten verborgen op fansites over de hele wereld, waarmee het woord Pottermore kon worden gevormd. 
Meteen na de aankondiging kwam er een pagina online met daarop twee uilen en de tekst: Pottermore Coming Soon (Nederlands: binnenkort Pottermore). De uilen verwezen naar een pagina op YouTube, waarop werd afgeteld naar 13 uur Nederlandse en Belgische tijd op 23 juni 2011. Er verscheen toen een filmpje met de aankondiging van J.K. Rowling en informatie over de inhoud van Pottermore.
De website wordt een interactieve leeservaring van de bestaande Potterboeken, waarbij de mogelijkheid wordt geboden zich te laten sorteren in een van de vier afdelingen van Zweinstein, te winkelen op de Wegisweg of een keuze te maken uit 33.000 toverstokken. Eveneens zou het vanaf eind oktober 2011 mogelijk worden e-books en luisterboeken van de Harry Potter-serie te kopen. Rowling zal nieuwe, nog niet eerder gepubliceerde, inhoud vrijgeven, waaronder achtergrondinformatie over Minerva Anderling en de Duffelingen. In juni 2011 gaf Rowling aan 18.000 woorden te zullen vrijgeven, maar dit zou slechts een vierde van de uiteindelijke inhoud zijn.
De website zou normaal gezien in oktober openen. Eerst werd er vermeld in oktober, wat later 31 oktober 2011 werd. Pottermore zelf liet echter achteraf weten dat men nog niet klaar was voor de grote opening van Pottermore en dat de opening werd uitgesteld. De site zal nu medio april opengaan, maar wanneer men zich registreert, duurt het nog enkele weken vooraleer men echt toegang tot de website krijgt, omdat men eerst een e-mail moet afwachten. Degenen die zichzelf "early birds" mogen noemen, hebben al sinds 15 augustus 2011 of vroeger toegang (aangezien er enkele accounts zijn waarop te lezen valt dat ze voor 15 augustus al lid waren). Het verschaffen van toegang tot de website werd gespreid over de maanden augustus en september. Op 30 september 2011 liet Pottermore weten dat al deze leden toegang hadden gekregen. De website is sinds midden april 2012 open voor het grote publiek.

### Magical Quill
De website lanceerde op 31 juli een zoektocht naar de "Magical Quill" (Nederlands: "Magische Veer") waarmee gebruikers eerder toegang kunnen krijgen. De zoektocht duurt 7 dagen, van 31 juli tot 6 augustus. Elke dag komt er een raadsel over de boeken (dag 1: de Steen der Wijzen, dag 2: de Geheime Kamer enz.) op de site te staan. Wanneer het raadsel correct werd opgelost, werd je naar een website van de sponsor geleid en kon de gebruiker zich laten registreren. Je kreeg eerst een bevestigingse-mail, waarbij je jouw account moest activeren en vanaf 15 augustus kregen de early-birds een tweede e-mail, waarbij hun account geactiveerd werd en ze eerder toegang kregen tot de site.

### Begin april
Op de website stond te lezen dat deze de deuren zou openen begin april 2012. Op 14 april gingen de deuren dan ook open. Eerst moet de gebruiker zich registreren en vervolgens een e-mail bevestigen. Daarna is het wachten op een e-mail met de instructie hoe men Pottermore.com uiteindelijk kan bezoeken. Deze optie is er om ervoor te zorgen dat de site niet overspoeld wordt.
Op 16 april 2012, amper twee dagen na de opening, haalde Pottermore zijn 1 miljoenste gesorteerde lid.
In oktober 2024 werd de naam gewijzigd in Harry Potter en de url in harrypotter.com.